# اضطراب التعلق عند البالغين
ينتج اضطراب التعلق عند البالغين عن اضطراب التعلق الذي لم يُعالج أو اضطراب التعلق التفاعُلي، الذي يَظهر في البالغين عندما لا يُعالج في الأطفال. يبدأ مع الأطفال الذين مُنِعوا من علاقات صحية مع الوالدين أو الأوصياء في مراحل مُبكرة من شبابِهم أو الذين تعرضوا للإيذاء من قِبل شخص بالغ أثناء مراحل نموهم في الحياة. فيما يخص دراسة نظرية التعلق، تتأصل الأسباب والأعراض في العلاقات الإنسانية على مدار حياة الفرد وكيف وُظِفت وتَطورت هذه العلاقات. تتركز الأعراض عادةً حول مشاكل الإهمال والضعف والإيذاء والثقة في جميع أشكال العلاقات. تشبه هذه الأعراض أعراض اضطرابات التعلق الأخرى، ولكنها تركز أكثر على العلاقات في وقت متأخر من العمر بدلًا من تلك التي كانت في سنوات الطفولة. يجب أن يظهر اثنان أو ثلاثة من الأعراض على الأقل لكي تُعتبر مصابًا باضطراب التعلق عند البالغين. وتشمل هذه الأعراض: الاندفاع والرغبة في السيطرة وانعدام الثقة وقلة المسؤولية والإدمان. في حين أن الإصدار الخامس من الدليل التشخيصي والإحصائي للاضطرابات النفسية[بحاجة لمصدر]  لا يعترف به باعتباره اضطرابًا رسميًا، إلا أن اضطراب التعلق عند البالغين يُدرس حاليًا من قبل عدة مجموعات كما أن علاجه في طور التطوير. تقترح بعض هذه الدراسات تقسيم اضطراب التعلق عند البالغين إلى مجموعتين: منعزل وقَلِق/مُتناقِض. ترى الممارسات الطبية الأحدث والأكثر تطورًا تقسيمَه لأربعة أقسام:
- آمن: قليل العُزلة وقليل القلق.
- مُنعزل: كثير العُزلة وقليل القلق.
- َقلِق: قليل العُزلة وكثير القلق.
- قَلِق ومُنعزل: كثير العُزلة والقلق.

## الأعراض والمُوَاصَفات
يتطور اضطراب التعلق عند البالغين إذا لم يُعالج اضطراب التعلق، مثل اضطراب التعلق التفاعُلي في مرحلة الشباب ويستمر حتى مرحلة البلوغ. لم تَعد الأعراض كما هي في الطفولة، لكنها متشابهة إلى حد كبير. بدأ بعض الباحثين في اقتراح أن هذا يرجع إلى أن العلاقات بين البالغين تشبه العلاقات بين الرُضع ومقدمي الرعاية باعتبارها نوعًا من التعلق. تشمل أوجه التشابه بين هذين النوعين من العلاقات، على سبيل المثال، لا الحصر: الشعور بالأمان عندما تكون على مقربة من الشريك والاتصال الوثيق والاهتمام المشترك والانشغال ببعضهما البعض و «حديث الطفل».
في حين أن هناك أوجه تشابه مع اضطرابات التعلق الأخرى، فقد عُرِفَ اضطراب التعلق عند البالغين بأنه مرض خاص بذاته بسبب أعراضه المختلفة عن اضطرابات التعلق الأخرى، مثل زيادة احتمالات الإدمان والاندفاع والسلوكيات السلبية أو غير المناسبة اجتماعيًا والرغبة في السيطرة ومشاكل الثقة وعدم الرغبة في تحمل المسؤولية والعجز والقلق والإيجابية السطحية والاكتئاب.
لا يعترف الإصدار الخامس من الدليل التشخيصي والإحصائي للاضطرابات النفسية اضطراب التعلق عند البالغين بأنه اضطراب في حد ذاته، ولكن يستمر البحث حوله كما اقتُرحت علاجات له. يوجد مستويات مختلفة من شدة الاضطراب. يمكن لكلٍ منهم أن يستفيد من العلاج. رأى المعالجون أنه توجد علاجات كثيرة تُعالِج هذا الاضطراب جزئيًا على الأقل. بعضها مُخَصص للوقاية من الاضطرابات، خاصةً في العائلات التي عانت بالفعل من الاضطراب. تشمل العلاجات الأخرى العلاج في العيادات الخارجية والسكنية والبرية. وتؤكد معظمها على التواصل الفعَّال واستراتيجيات حل المشاكل. تُركز أيضًا على إيجاد جذور التعلق الذي تطور على الأرجح في مرحلة الطفولة المبكرة. أحد هذه العلاجات هو علاج مثير للجدل يُعرف باسم «حبس التعلق» أو العلاج بالضَم «في الذراعين». يعتمد هذا العلاج على نظرية مفادها أنه يجب على الطفل التخلص من إحباطه مع مقدمي الرعاية قبل أن يتمكن من الوثوق بهم.